# Albogasio
Albogasio (Bogas in dialetto comasco) è una frazione geografica del comune di Valsolda, in provincia di Como, posta a ovest del centro abitato al confine con la Svizzera, lungo la strada che costeggia il Ceresio verso la località elvetica di Gandria.

## Storia
Albogasio fu per lungo tempo un comune indipendente all'interno delle XII terre che formavano il feudo della Valsolda, retto dall'Arcidiocesi di Milano da tempo immemorabile e fino alla fine del Ducato di Milano.
Il territorio comunale, che in origine comprendeva anche la località di Oria, fu l'oggetto di un atto che il cardinale Federico Borromeo firmò il 6 ottobre 1625 per regolare alcune diatribe sorte sui confini territoriali con il limitrofo comune svizzero di Gandria.
Durante la dominazione spagnola il municipio, come tutti gli altri della valle, disponeva di poteri limitati dato che esigenze pratiche di vita comune avevano fatto sì che la gran parte delle funzioni pubbliche fosse gestita in comune dal consiglio generale della Valsolda. Nel 1786 Albogasio entrò per un quinquennio a far parte della Provincia di Como, per poi cambiare continuamente i riferimenti amministrativi nel 1791, nel 1797 e nel 1798. Nel 1799 contò 270 anime, e fu portato definitivamente sotto Como nel 1801.
Soppressa la pieve già dal 1797 all'arrivo delle armate rivoluzionarie francesi, la valle ritrovò ben presto la sua unità amministrativa mediante la fusione di tutti i comuni in un'unica entità che alla proclamazione del regno d'Italia napoleonico nel 1805 risultava avere 1 044 abitanti. Nel 1807 il municipio si allargò ulteriormente per l'annessione di Cima su risultanza di un regio decreto di Napoleone, sebbene quest'ultima località non avesse storicamente legami con le restanti.
Il ritorno degli austriaci significò comunque lo scioglimento di tutte le unioni, e per Albogasio si aprì più di un secolo di amministrazione separata. Nel 1853 la località risultò essere popolato da 353 anime, salite a 373 nel 1871. Nel 1921 si registrarono 623 residenti. Fu il regime fascista a decidere nel 1928 di sopprimere definitivamente il comune restaurando l'antica unità della valle, creando così il Comune della Valsolda.

## Monumenti e luoghi d'interesse

### Architetture religiose

#### Chiesa di Sant'Ambrogio
Situata ad Albogasio Superiore, la chiesa di Sant'Ambrogio ospitò la prima sede della parrocchia di Albogasio, creata nel 1628 da Federico Borromeo.
Internamente, l'edificio si presenta a singola navata con due cappelle per lato ed è decorato da numerosi dipinti realizzati nei secoli XVII e XVIII.
Il presbiterio ospita un coro ligneo e un ciclo di affreschi sulla vita del santo titolare della chiesa: Sant'Ambrogio scaccia l’imperatore Teodosio dal tempio, Penitenza di Teodosio e ribenedizione, Sant'Ambrogio incoronato a vescovo e Morte di Sant’Ambrogio.

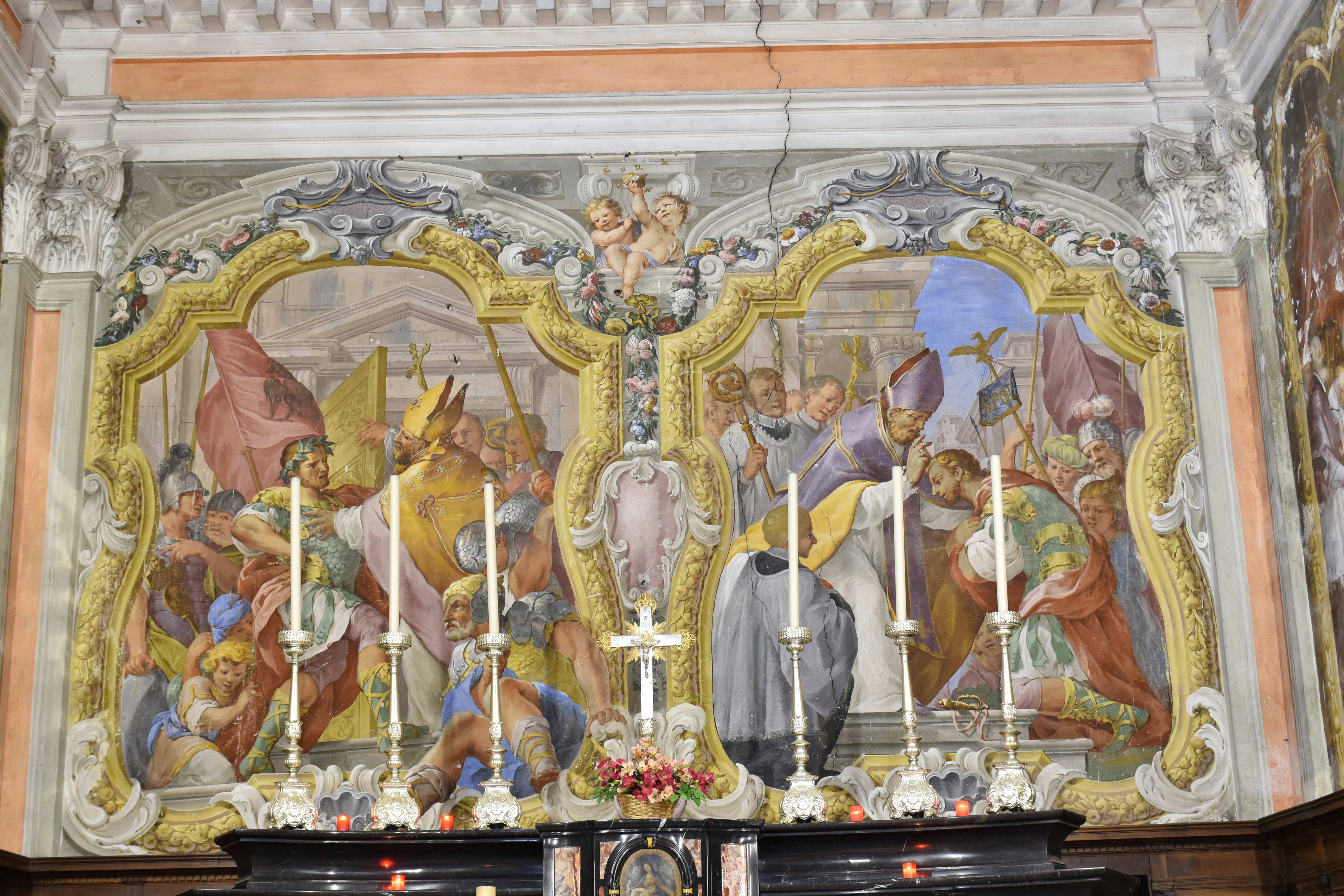
Sant'Ambrogio scaccia l’imperatore Teodosio dal tempio, Penitenza di Teodosio e ribenedizione (foto di don Romeo Cazzaniga)

I dipinti si devono a due artisti di Puria: Pietro Vignola per gli affreschi laterali (1680) e Giovan Battista Pozzi per quelli al centro (1696).
La prima cappella di sinistra conserva una raffigurazione di San Carlo in preghiera, mentre la seconda una Crocifissione tra la Madonna e San Giovanni da un lato e i santi Carlo e Ambrogio dall'altro. Sul lato opposto, la prima cappella (1600) è dedicata ai Santi Fermo e Barnaba e ospita i dipinti di una Madonna col bambino, di un San Rocco, di un vescovo martire e, ai lati, di San Luigi con un giglio in mano e di Sant'Antonio abate. Dedicata a San Francesco d’Assisi è invece la seconda.
Il fonte battesimale è sormontato da un dipinto de Il battesimo di Gesù.
La chiesa, dotata di un campanile medievale.

#### Chiesa di Santa Maria Annunciata
Uno sperone roccioso ad Albogasio Inferiore ospita la chiesa di Santa Maria Annunciata, ricostruita su progetto di Isidoro Affaitati databile al 1666 al posto di una precedente chiesa, costruita a più riprese tra la seconda metà del XVI secolo e la prima del successivo.  Nelle sue forme, la chiesa ricorda un'altra chiesa progettata dallo stesso architetto a Varsavia. Nel 1854 la chiesa fu elevata a sede parrocchiale al posto della chiesa di Sant'Ambrogio.
Esternamente, il lato esposto verso il lago ospita gli stemmi di alcuni vescovi milanesi, precisamente sette, passati in visita pastorale attraverso la Valsolda, la quale costituì per secoli un feudo dell'Arcidiocesi di Milano.
Internamente, la chiesa si presenta con una navata singola in cui s'innestano due cappelle laterali decorate da affreschi dedicati alle Storie di San Giuseppe e di Sant'Anna, opera di Giovan Battista Pozzi. Il presbiterio conserva due dipinti su La fuga in Egitto e la Predicazione di Gesù, mentre sull'altare maggiore si trova una pala d'inizio Novecento raffigurante un'Annunciazione, realizzata da Onorato Pagani. Lo stesso tema mariano è raffigurato in un'altra tela, più antica, collocata in controfacciata al di sopra dell'ingresso. Altri quadri conservati nella chiesa raffigurano un'Ultima cena e un'Adorazione dei pastori. Nel 1918 le decorazioni degli interni furono rifatte.

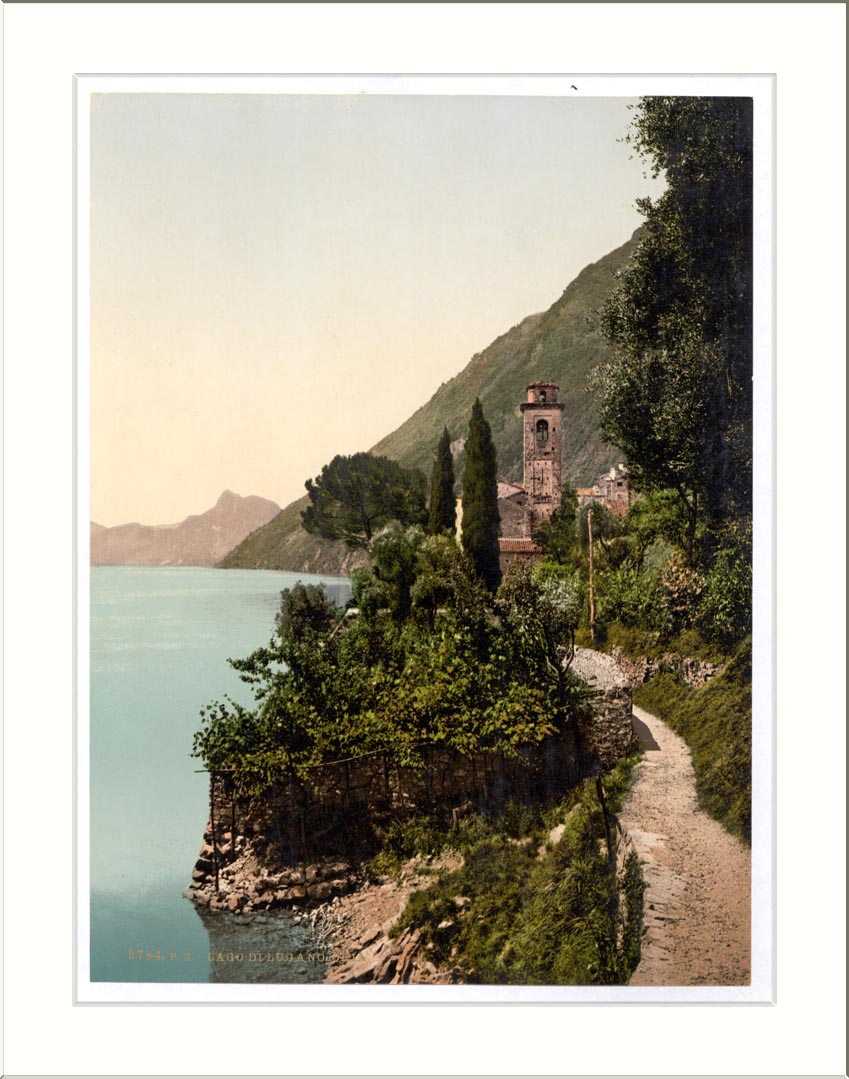
Cartolina d'epoca con il campanile della chiesa di San Sebastiano

#### Chiesa di San Sebastiano
A Oria si trova la Chiesa di San Sebastiano, chiesa a singola navata che al suo interno conserva una pala d'altare raffigurante San Sebastiano soccorso da Irene (1864), opera di Carlo Barrera, pittore, scultore, storico e cugino di Antonio Fogazzaro. Sul lato destro si trova inoltre un affresco sulla seconda guerra mondiale, realizzato nel 1944.

#### Altro
In faccia ad Albogasio inferiore, sulla riva opposta del lago Ceresio si trova l'antico nucleo di Santa Margherita, comprendente l'omonima chiesetta  e alcuni edifici che nei secoli passati funsero da lazzaretto per gli appestati.

### Architetture civili
- Villa Fogazzaro Roi
- Villa Salve Affaitati[18]
- Villa del Niscioreé[19]

## Geografia antropica
Albogasio comprende tre nuclei abitati: Albogasio Superiore, Albogasio Inferiore e Oria.